# Premier Soccer League 2007-08
La PSL 2007-08 fue la 12.ª edición de la Premier Soccer League, la máxima categoría del fútbol en Sudáfrica. La temporada se jugó desde agosto de 2007 a mayo de 2008. El Supersport United de Pretoria se coronó por primera vez en su historia como campeón de liga.

## Ascensos y descensos
| Pos  | Descendidos de Premier Soccer League |
| ---- | ------------------------------------ |
| 16.º | Maritzburg United                    |

| Pos | Ascendidos de la Primera División |
| --- | --------------------------------- |
| 1.º | Free State Stars                  |

## Clasificación
| Pos | Equipo              | J  | G  | E  | P  | GF | GC | GA  | Pts |
| --- | ------------------- | -- | -- | -- | -- | -- | -- | --- | --- |
| 1   | Supersport United   | 30 | 16 | 6  | 8  | 40 | 26 | 14  | 54  |
| 2   | Ajax Cape Town      | 30 | 14 | 10 | 6  | 44 | 27 | 17  | 52  |
| 3   | Engen Santos        | 30 | 12 | 13 | 5  | 36 | 29 | 7   | 49  |
| 4   | Mamelodi Sundowns   | 30 | 13 | 8  | 9  | 40 | 35 | 5   | 47  |
| 5   | Free State Stars    | 30 | 12 | 9  | 9  | 43 | 40 | 3   | 45  |
| 6   | Kaizer Chiefs       | 30 | 10 | 13 | 7  | 32 | 20 | 12  | 43  |
| 7   | Moroka Swallows     | 30 | 12 | 7  | 11 | 41 | 41 | 0   | 43  |
| 8   | Orlando Pirates     | 30 | 12 | 6  | 12 | 38 | 30 | 8   | 42  |
| 9   | Golden Arrows       | 30 | 10 | 11 | 9  | 34 | 32 | 2   | 41  |
| 10  | Platinum Stars      | 30 | 10 | 10 | 10 | 28 | 32 | -4  | 40  |
| 11  | Bloemfontein Celtic | 30 | 11 | 6  | 13 | 30 | 35 | -5  | 39  |
| 12  | Bidvest Wits        | 30 | 10 | 8  | 12 | 28 | 35 | -7  | 38  |
| 13  | AmaZulu             | 30 | 9  | 7  | 14 | 27 | 36 | -9  | 34  |
| 14  | Thanda Royal Zulu   | 30 | 8  | 7  | 15 | 31 | 44 | -13 | 31  |
| 15  | Black Leopards      | 30 | 8  | 5  | 17 | 27 | 42 | -15 | 29  |
| 16  | Jomo Cosmos         | 30 | 2  | 16 | 12 | 13 | 28 | -15 | 22  |

|  | Campeón, clasificado a la Liga de Campeones de la CAF 2009. |
|  | Clasificado a la Liga de Campeones de la CAF 2009.          |
|  | Juega la serie de promoción.                                |
|  | Descenso directo a la Primera División.                     |

## Goleadores
| Pos. | Jugador          | Goles | Equipo            |
| ---- | ---------------- | ----- | ----------------- |
| 1    | James Chamanga   | 14    | Moroka Swallows   |
| 2    | Diyo Sibisi      | 13    | Free State Stars  |
| 3    | Erwin Isaacs     | 12    | Santos            |
| 4    | Katlego Mashego  | 11    | Supersport United |
| 4    | Sandile Ndlovu   | 11    | Moroka Swallows   |
| 6    | Serge Djiehoua   | 10    | Thanda Royal Zulu |
| 6    | Excellent Walaza | 10    | Orlando Pirates   |